# Everyway That I Can
"Everyway That I Can" (em português: "De todas as maneiras que eu possa") foi a canção vencedora do Festival Eurovisão da Canção 2003, em representação da Turquia  que teve lugar em Riga, capital da Letónia em 24 de maio desse ano.
A referida canção foi interpretada em inglês (a primeira canção turca a ser integralmente cantada em inglês no Festival Eurovisão da Canção desde 1975) por Sertab Erener. Erener foi a quarta a cantar na noite do festival, a seguir à canção da Irlanda "We've Got the World", cantada por Mickey Harte e antes da canção maltesa "To Dream Again, interpetada por Lynn. Terminou a competição em, 1.º lugar, tendo recebido um total de 167 pontos (mais dois pontos que a canção da Bélgica "Sanomi", interpretada pela banda Urban Trad. No ano seguinte, em 2004 a Turquia foi representada pela banda Athena (banda) que interpetou o tema "For Real".

## Everyway That I Can
"Everyway That I Can" foi escrita por  Demir Demirkan nos inícios de 2003 e foi produzida e com arranjos de Ozan Çolakoğlu, famosos pelos seus trabalhos com ídolo pop . A canção pública turca TRT decidira previamente que a cantora que iria representar o país no Festival Eurovisão da Canção 2003 e mais tarde decidiu que a canção que ela iria interpretar no festival seria  "Everyway That I Can" . De início, a canção "Everyway That I Can" foi fonte de controvérsia por parte do público turco : uns consideravam a canção como sendo muito picante (a Turquia é um país islâmico e certas liberdades da mulher não são bem vistas por certas forças integristas) e outros achavam que a canção era demasiado pop. Também foi fonte de polémica, o fa(c)to de Sertab Erener rter decidido que iria cantar toda a canção em inglês e não cantar alguns trechos em língua turca. A canção que combina influências da música pop ocidental com instrumentos tradicionais turcos, não era considerada favorita para vencer: as grandes favorita era a canção do dueto russo t.A.T.u.. As  maiores favoritas para vencer a competição, desde que Cliff Richard o grande favorito em 1968 acabou por derrotado por Massiel pela Espanha.

## Autores
- Letrista: Demir Demirkan
- Compositores: Demir Demirkan,
Sertab Erener

## Letra
A canção é um número de uptemp com Sertab Erener dizendo que está sentindo que o seu amante está-se afastando dela. Então ela diz que irá de todas as formas para que o seu amante volte novamante a amá-la

## Outras versões
Sertab Erener também lançou uma versão em turco intitulada "Sen üzülme diye" ("Eu digo-te, não estejas triste") ; uma versão alternativa em inglês (2:35) e um versão estendida com 4:32

## Vitória na Eurovisão e Sucesso internacional
A canção foi lançada em toda a Europa depois da vitória, sendo um sucesso de vendas na Turquia, Grécia e na Europa de Leste, tendo chegado ao primeiro lugar na  Suécia durante 3 semanas, atingiu o top ten na Bélgica, Países Baixos, Espanha e Áustria  e ao top 20 na Alemanha eSuíça, chegando ao disco de platina, na Grécia, atingindo as  20.000 cópias.

## Top de vendas
| Top (2003)                       | Posição máxima |
| -------------------------------- | -------------- |
| Austrian Singles Chart           | 10             |
| Belgium (Flanders) Singles Chart | 6              |
| Belgium (Wallonia) Singles Chart | 30             |
| Dutch Singles Chart              | 4              |
| German Singles Chart             | 12             |
| Greek top 50 singles Chart       | 1              |
| Hungarian Airplay Chart          | 21             |
| Irish Singles Chart              | 35             |
| Spanish Singles Chart            | 5              |
| Swedish Singles Chart            | 1              |
| Swiss Singles Chart              | 17             |
| UK Singles Chart                 | 72             |